# Дурата Дора
Дурата Муртури (алб. Dhurata Murturi; Нирнберг, 24. децембар 1992), позната као Дурата Дора (алб. Dhurata Dora), албанска је певачица.

## Биографија
Рођена је у албанској породици у Нирнбергу. Похађала је основну школу у Фирту. Као дете је почела да пева под именом Дурата Дора. Своју музичку каријеру започела је на Косову и Метохији, где је 2011. објавила свој први сингл и музички спот „Vetë Kërkove”. Након успеха песме, сарађивала је са Доном Арбасом на песми „Get Down”, која је објављена 2012. Песма се показала још популарнијом од прве. Следеће године објавила је „I Like Dat”. У лето 2013. објавила је хит-песму „Edhe Pak”, за коју су јој се придружили Blunt & Real и Lumi B. У новембру 2014. објавила је сингл „A Bombi”. Током пролећа 2015. почела је да сарађује са дискографском кућом Max Production Albania.
У априлу 2019. представила је свој међународни хит-сингл „Zemër” у сарадњи са алжирским репером Soolking-ом. Сингл је достигао прво место у Албанији и нашао се на музичким топ-листама у Белгији, Швајцарској и Француској, где је добио платинасти сертификат. У фебруару 2020. сарађивала је са немачко-албанским репером Azet-ом на синглу на немачком језику, „Lass Los”.

## Дискографија

### Албуми

#### Студијски албуми
| Наслов | Детаљи                                                                                   | Највише место на топ-листи | Највише место на топ-листи |
| Наслов | Детаљи                                                                                   | АУТ                        | ШВА                        |
| ------ | ---------------------------------------------------------------------------------------- | -------------------------- | -------------------------- |
|        | - Објављен: 3. март 2023. - Дискографска кућа: - Формати: дигитално преузимање, стриминг | 40                         | 8                          |

#### Мини-албуми
- (2016)
- (2024)

### Синглови

#### Као главни извођач

##### 2010-е
| Наслов                                                                                  | Година | Највише место на топ-листи | Највише место на топ-листи | Највише место на топ-листи | Највише место на топ-листи | Сертификати | Албум                 |
| Наслов                                                                                  | Година | АЛБ                        | БЕЛ (ВА)                   | ФРА                        | ШВА                        | Сертификати | Албум                 |
| --------------------------------------------------------------------------------------- | ------ | -------------------------- | -------------------------- | -------------------------- | -------------------------- | ----------- | --------------------- |
| „”                                                                                      | 2011.  | Н/Д                        | —                          | —                          | —                          | нема        | Сингл није део албума |
| „” (са Доном Арбасом)                                                                   | 2012.  | Н/Д                        | —                          | —                          | —                          | нема        | Сингл није део албума |
| „”                                                                                      | 2013.  | Н/Д                        | —                          | —                          | —                          | нема        |                       |
| „” (са -ом)                                                                             | 2014.  | Н/Д                        | —                          | —                          | —                          | нема        |                       |
| „” (са -ом)                                                                             | 2014.  | Н/Д                        | —                          | —                          | —                          | нема        |                       |
| „”                                                                                      | 2015.  | Н/Д                        | —                          | —                          | —                          | нема        |                       |
| „”                                                                                      | 2015.  | Н/Д                        | —                          | —                          | —                          | нема        |                       |
| „”                                                                                      | 2016.  | 5                          | —                          | —                          | —                          | нема        |                       |
| „”                                                                                      | 2016.  | 16                         | —                          | —                          | —                          | нема        | Сингл није део албума |
| „”                                                                                      | 2016.  | 1                          | —                          | —                          | —                          | нема        | Сингл није део албума |
| „” (са -јем)                                                                            | 2017.  | 6                          | —                          | —                          | —                          | нема        | Сингл није део албума |
| „”                                                                                      | 2017.  | 16                         | —                          | —                          | —                          | нема        | Сингл није део албума |
| „”                                                                                      | 2017.  | 5                          | —                          | —                          | —                          | нема        | Сингл није део албума |
| „” (са Фљоријаном Мумајесијем)                                                          | 2018.  | 1                          | —                          | —                          | —                          | нема        | Сингл није део албума |
| „”                                                                                      | 2018.  | 8                          | —                          | —                          | —                          | нема        | Сингл није део албума |
| „”                                                                                      | 2018.  | 17                         | —                          | —                          | —                          | нема        | Сингл није део албума |
| „” (са -ом)                                                                             | 2019.  | 1                          | 6                          | 21                         | 13                         | - : Платина | Сингл није део албума |
| „” (са групом Big Bang)                                                                         | 2019.  | —                          | —                          | —                          | —                          | нема        | Сингл није део албума |
| „—” означава песму која није доспела на топ-листе или није објављена на тој територији. |        |                            |                            |                            |                            |             |                       |

##### 2020-е
| Наслов                                                                                  | Година | Највише место на топ-листи | Највише место на топ-листи | Највише место на топ-листи | Највише место на топ-листи | Албум                 |
| Наслов                                                                                  | Година | АЛБ                        | АУТ                        | НЕМ                        | ШВА                        | Албум                 |
| --------------------------------------------------------------------------------------- | ------ | -------------------------- | -------------------------- | -------------------------- | -------------------------- | --------------------- |
| „” (са -ом)                                                                             | 2020.  | 24                         | 10                         | 10                         | 4                          | Сингл није део албума |
| „”                                                                                      | 2020.  | —                          | —                          | —                          | —                          | Сингл није део албума |
| „” (са -ом)                                                                             | 2020.  | 1                          | 37                         | 32                         | 8                          | Сингл није део албума |
| „”                                                                                      | 2020.  | —                          | —                          | —                          | 81                         | Сингл није део албума |
| „” (са -јем)                                                                            | 2021.  | —                          | —                          | —                          | 19                         | б. о.                 |
| „”                                                                                      | 2021.  | 24                         | —                          | —                          | 70                         | б. о.                 |
| „”                                                                                      | 2022.  | 7                          | —                          | —                          | 40                         | б. о.                 |
| „” (са Ељваном Ђата)                                                                    | 2022.  | 4                          | —                          | —                          | 11                         | б. о.                 |
| „” (са -ом)                                                                             | 2022.  | —                          | —                          | —                          | —                          | б. о.                 |
| „—” означава песму која није доспела на топ-листе или није објављена на тој територији. |        |                            |                            |                            |                            |                       |

#### Сарадње
| „” ( и Дурата Дора)                                                                     | 2016. | 3 | —  | —  | —  | Сингл није део албума |
| „” (, и Дурата Дора)                                                                    | 2019. | — | —  | —  | —  |                       |
| „” ( и Дурата Дора)                                                                     | 2021. | 3 | 84 | —  | 19 |                       |
| „” (, и Дурата Дора)                                                                    | 2022  | — | —  | 59 | 33 | Сингл није део албума |
| „—” означава песму која није доспела на топ-листе или није објављена на тој територији. |       |   |    |    |    |                       |